# Jugoslawische Eishockeynationalmannschaft
| Jugoslawische Eishockeynationalmannschaft                                     | Jugoslawische Eishockeynationalmannschaft |
| ----------------------------------------------------------------------------- | ----------------------------------------- |
| Verband:                                                                      | Jugoslawischer Eishockeyverband           |
| Erstes Länderspiel:                                                           |                                           |
| Jugoslawien 0:1 Rumänien 30. Januar 1934 in Ljubljana, Königreich Jugoslawien |                                           |
| Letztes Länderspiel:                                                          |                                           |
| Jugoslawien 0:14 Österreich 12. April 1992 in Klagenfurt, Österreich          |                                           |
| Höchster Sieg:                                                                |                                           |
| Jugoslawien 28:1 Belgien 28. März 1987 in Kopenhagen, Dänemark                |                                           |
| Höchste Niederlage:                                                           |                                           |
| Jugoslawien 0:24 Tschechoslowakei 3. Februar 1939 in Zürich, Schweiz          |                                           |
| Medaillengewinne Herren:                                                      |                                           |
| WM:                                                                           | keine                                     |
| EM:                                                                           | keine                                     |
| Olympia:                                                                      | keine                                     |

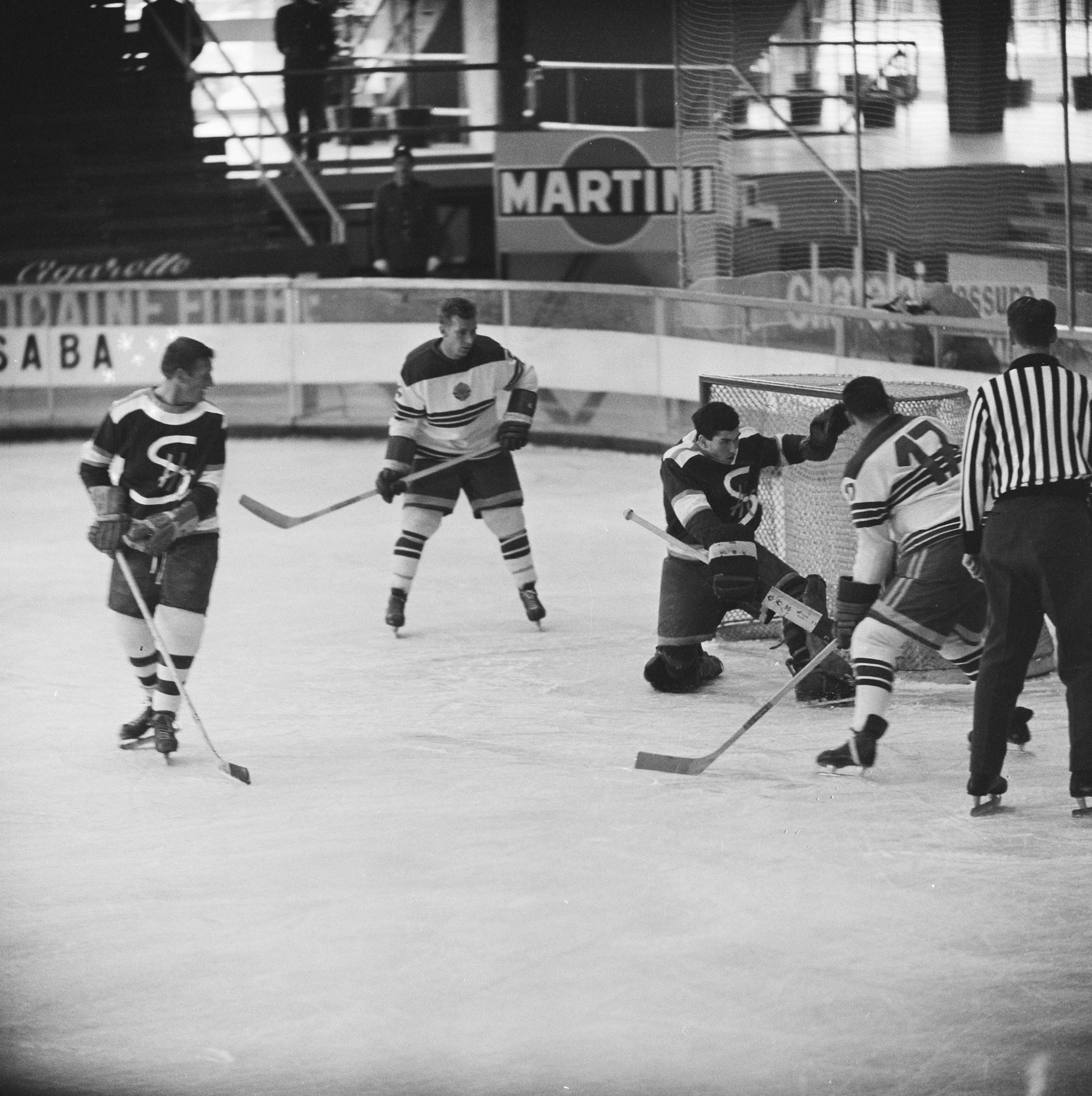
Szene aus dem Spiel Jugoslawien (weiß) gegen die Niederlande bei der C-Weltmeisterschaft 1961

Die jugoslawische Eishockeynationalmannschaft der Herren existierte von 1934 bis 1992. Nach der Weltmeisterschaft 1992 wurde die Nationalmannschaft aufgelöst und durch die Nationalteams der ehemaligen Teilrepubliken ersetzt.

## Geschichte
Die jugoslawische Eishockeynationalmannschaft nahm 1939 erstmals an einem offiziellen Turnier teil, als sie den 13. Platz bei der Weltmeisterschaft erreichte. Nachdem Jugoslawien 1951 und 1955 jeweils eine Mannschaft für die B-Weltmeisterschaft stellte, war sie ab 1960 regelmäßiger Teilnehmer an den Wettbewerben der Internationalen Eishockey-Föderation IIHF. Beste Platzierung bei einer Weltmeisterschaft für Jugoslawien, das hauptsächlich in B-Weltmeisterschaften aktiv war, war der neunte Platz bei der Weltmeisterschaft 1968. Zudem nahm Jugoslawien fünf Mal an den Olympischen Winterspielen (1964 bis 1976 und 1984) teil, wobei der neunte Platz 1968 das beste Resultat war.

## Platzierungen bei denOlympischen Winterspielen
- 1964 – 14. Platz
- 1968 – 9. Platz
- 1972 – 11. Platz
- 1976 – 10. Platz
- 1984 – 11. Platz

## Platzierungen bei denEishockey-Weltmeisterschaften
- 1920–1938 – nicht teilgenommen
- 1939 – 13. Platz
- 1939–1950 – nicht teilgenommen
- 1951 – 6. Platz (B-WM)
- 1952–1954 – nicht teilgenommen
- 1955 – 5. Platz (B-WM)
- 1956–1960 – nicht teilgenommen
- 1961 – 3. Platz (C-WM)
- 1963 – 5. Platz (B-WM)
- 1964 – 14. Platz
- 1965 – 7. Platz (B-WM)
- 1966 – 3. Platz (B-WM)
- 1967 – 4. Platz (B-WM)
- 1968 – 9. Platz
- 1969 – 3. Platz (B-WM)
- 1970 – 4. Platz (B-WM)
- 1971 – 5. Platz (B-WM)
- 1972 – 6. Platz (B-WM)
- 1973 – 3. Platz (B-WM)
- 1974 – 2. Platz (B-WM)
- 1975 – 4. Platz (B-WM)
- 1976 – 5. Platz (B-WM)
- 1977 – 7. Platz (B-WM)
- 1978 – 8. Platz (B-WM)
- 1979 – 1. Platz (C-WM)
- 1981 – 7. Platz (B-WM)
- 1982 – 2. Platz (C-WM)
- 1983 – 8. Platz (B-WM)
- 1985 – 2. Platz (C-WM)
- 1986 – 7. Platz (B-WM)
- 1987 – 4. Platz (C-WM)
- 1989 – 2. Platz (C-WM)
- 1990 – 1. Platz (C-WM)
- 1991 – 6. Platz (B-WM)
- 1992 – 8. Platz (B-WM)

## Platzierungen bei den Europameisterschaften
- 1939 – 11. Platz
- 1964 – 11. Platz
- 1968 – 7. Platz

## Trainer
- 1970–1975 Miroslav Klůc